# Trofej Dinamo
Trofej Dinamo je jedinstveno malonogometno natjecanje pokrenuto 2017. godine, a koje se sastoji od "kvalifikacijskih" turnira i velike završnice. Malonogometne ekipe u tri kategorije (seniori, veterani i žene) sakupljaju bodove na turnirima diljem Zagreba i okolnih gradova, a osam najboljih ekipa iz svake kategorije početkom rujna igra završnicu na zagrebačkoj Šalati. Finale trofeja Dinamo igra se neposredno prije početka tradicionalne revijalne utakmice u kojoj Futsal Dinamo svake godine predstavlja momčad za novu sezonu.  Ekipa koja na Šalati podigne Trofej Dinamo jsmatra se najboljom malonogometnom momčadi u Zagrebu i okolici, jer je Trofej Dinamo jedan od najvećih malonogometnih turnira u Republici Hrvatskoj (više od 200 utakmica) na kojem sudjeluju vrhunski nogometaši i malonogometaši (više od 1000 igrača) i odlične malonogometne ekipe (više od 100 momčadi sveukupno).
Prvi Trofej Dinamo osvojio je Caffe Bar Dobermann koji je u finalu s 3:0 svladao MNK Kustošiju. U prvoj godini (2017.) Trofej Dinamo igrao se samo u seniorskoj konkurenciji u Gradu Zagrebu (Keglić, Dubrava, Westgate, Jarun, Dugave i Šalata), au drugoj godini (2018.) proširen je na veteransku i žensku kategoriju, a osim u Zagrebu (Črnomerec, Dubrava, Savica, Dugave i Šalata) natjecanje se igralo u Ivanić-Gradu, Kutini i Bjelovaru.

## Povijest

### Trofej Dinamo 2017.
Prvo izdanje Trofeja Dinamo sastojalo se od pet "kvalifikacijskih" turnira i završnice na Šalati. Prvi turni igrao se na Kegliću kojeg je osvojila ekipa MNK Cvjetno poliklinika Milojevi, pobjedom nad Playboxom u finalu 3:0.
Drugi turnir igrao se u Dubravi, a naslov je osvojila domaća ekipa "Pizzeria Stari Zagreb Borongaj Lugovi" (aktualni osvajač Kutije Šibica) i to pobjedom nakon raspucavanja šesteraca protiv Jelene Trade. Uslijedio je turnir na Jarunu na kojem je MNK Kustošija u finalu svladala ponovno drugoplasiranu Jelenu Trade. Četvrti turnir odigrao se na atraktivnoj lokaciji, na krovu shopping centra Westgate, na samom istoku grada. Cvjetno Polikliniku Milojević je osvojila drugi turnir u sklopu natjecanja i napravila veliki korak k zavrpnici na Šalati. Cvjetno je u finalu nakon penala svladalo Kustošiju. 
Posljednji turnir prije završnice na Šalati igrao se u Dugavama. Pimont i Caffe bar Dobermann u finalu su odigrali susret bez golova, a Pimont je prilikom raspucavanja penala bio hladnokrvniji i osvojio svoj prvi turnir.
Kroz tih pet "kvalifikcaijskih" turnira ekipe su marljivo skupljale bodove i tražile svoj put prema Šalati, a osam najboljih bile su:  1. Jelena Trade 34 boda, 2. Caffe Bar Dobermann 30 bodova, 3. Cvjetno Poliklinika Milojević 30 bodova, 4.  Gold Cafe 28 bodova, 5. MNK Kustošija 27 bodova,  6. Playbox-Mr. Jack 22 boda, 7. Tiskara Dikopa 22 boda, 8. Pizzeria Stari Zagreb Borongaj Lugovi 21 bod.
Završnica na Šalati donijela je mnoštvo zanimljivih rezultata i odličnih utakmica, a nakon četvrtfinala i polufinala uslijedila je veliko finale Caffe bara Dobermann i MNK Kustošije. Prvi dio stoga je okončan bez golova. Ipak, prvu pravu grešku Kustošije, iskoristio je Antonio Jamičić i pogodio za vodstvo Dobermanna u 22. minuti susreta. Nekoliko minuta prije kraja, MNK Kustošija je odlučila zaigrati s golmanom-igračem, ali to im se obilo o glavu gotovo u prvom napadu kada Mislav Banek pogađa praznu mrežu. Isto je pošlo za rukom Igoru Leskovaru koji je postavio i konačan rezultat utakmice.
Cjelokupni nagradni fond prvog Trofeja Dinamo iznosio je više od 100.000 kuna, na njemu je sudjelovalo 54 ekipe i više od 500 različitih igrača.

### Trofej Dinamo 2018.
Drugo izdanje Trofeja Dinamo započelo je s određenim promjenama. Uvedeni su, uz seniorsku, veteranska i ženska kategorija, pravila natjecanja su se izmijenila i 5+1 igra je pretvorena u 4+1, a igranje s loptom „peticom“ je zamijenila lopta „četvorka“.  Drugi noviteti odnosili su se na sama mjesta odigravanja. Umjesto pet, odigrat će se sedam "kvalifikacijskih" turnira na kojima ekipe skupljaju bodove za završnicu na Šalati. Godinu ranije pet kvalifikacijskih turnira odigrano je u Zagrebu (Keglić, Dubrava, Jarun, Westgate i Dugave), a 2018. natjecanje je sadržavalo četiri zagrebačka turnira (Črnomerec, Dubravu, Savicu i Dugave), dok su se tri turnira odigrala izvan Zagreba, u Ivanić-Gradu, Kutini i Bjelovaru. Ženska natjecanja odigrala su se na četiri turnira (Bjelovar, Savica, Ivanić i Šalata), kao i veteranskih (Črnomerec, Ivanić, Dugave i Šalata).
Prvi kvalifikacijski turnir odigrao se na Črnomercu. Promotionplay je osvojio seniorski turnir, Dental Centar Grzela u veteranski. Nakon Črnomerca Trofej Dinamo se preselio u Bjelovar. U ženskom finalu KMN Slovenske Gorice svladale su Pizze iz Palme s 2:0 i osvojile prvi turnir u sklopu natjecanja za žene. U seniorsko finale plasirale su se ekipe Jelene Trade i Info Partnera, a Jelena Trade pobijedila je rezultatom 4:1. Strijelci su bili Marko Tomić, Josip Grubiša, Silvio Toth i Matej Horvat za Jelenu Trade. Za Info Gradnju pogodio je Mihael Mladen. Na turniru u Bjelovaru igrač Info Partnera Luka Modrić postavio je rekord u golovima na jednom turniru, njih čak 17.
Treći turnir igrao se u Dubravi. Pobjednici premijernog izdanja Trofeja Dinamo, Caffe bar Dobermann osvojili su svoj prvi turnir u novom izdanju svladavši u finalu NC Truth Restoran Vallis. Nakon Dubrave natjecanje se iz Zagreba preselilo u Kutinu. Naslov u Kutini osvojila je domaća ekipa HNŠK Moslavina koja je u finalu scladala Studentski zbog Zagreb s 3:0. Prvi pogodak na utakmici, i svoj četvrti na turniru, zabio je Tihomir Novak reprezentativac Hrvatske u futsalu.
Peti "kvalifikacijski" turnir vratio se u Zagreb, na Savicu. Nakon dva dana odgode zbog kiše, naslove su odnijeli Studentski zbor Zagreb u muškoj, a ŽMNK MC Plus u ženskoj kategoriji. Zboraši su u finalu s velikih 7:0 pobijedili MNK Cvjetno Polikliniku Milojević, a u ženskom turniru MC Plus je bio bolji nakon izvođenja šesteraca od ekipe MNK Meteora Futsal.
Nakon Savice opet se Trofej Dinamo preselio van Zagreba, u Ivanić-Grad. Žensko finale donijelo je dvoboj ŽMNK MC Plus i MNK Meteora Futsala primao je curama iz MC Plusa koje su na krilima Gabriele Gaiser i Lucije Švorčina nslavile s 3:0. Zadnja utakmica dana bila je rezervirana za muško finale u kojem je Pimont svladao Cvjetno Pinkdroidse s 5:3.
Posljednji kvalifikacijski turnir za završnicu na Palati (koja se igra 8. i 9. rujna) igra se od 24. do 26. kolovoza na Dugavama.